# Queen Elizabeth (schip, 1940)

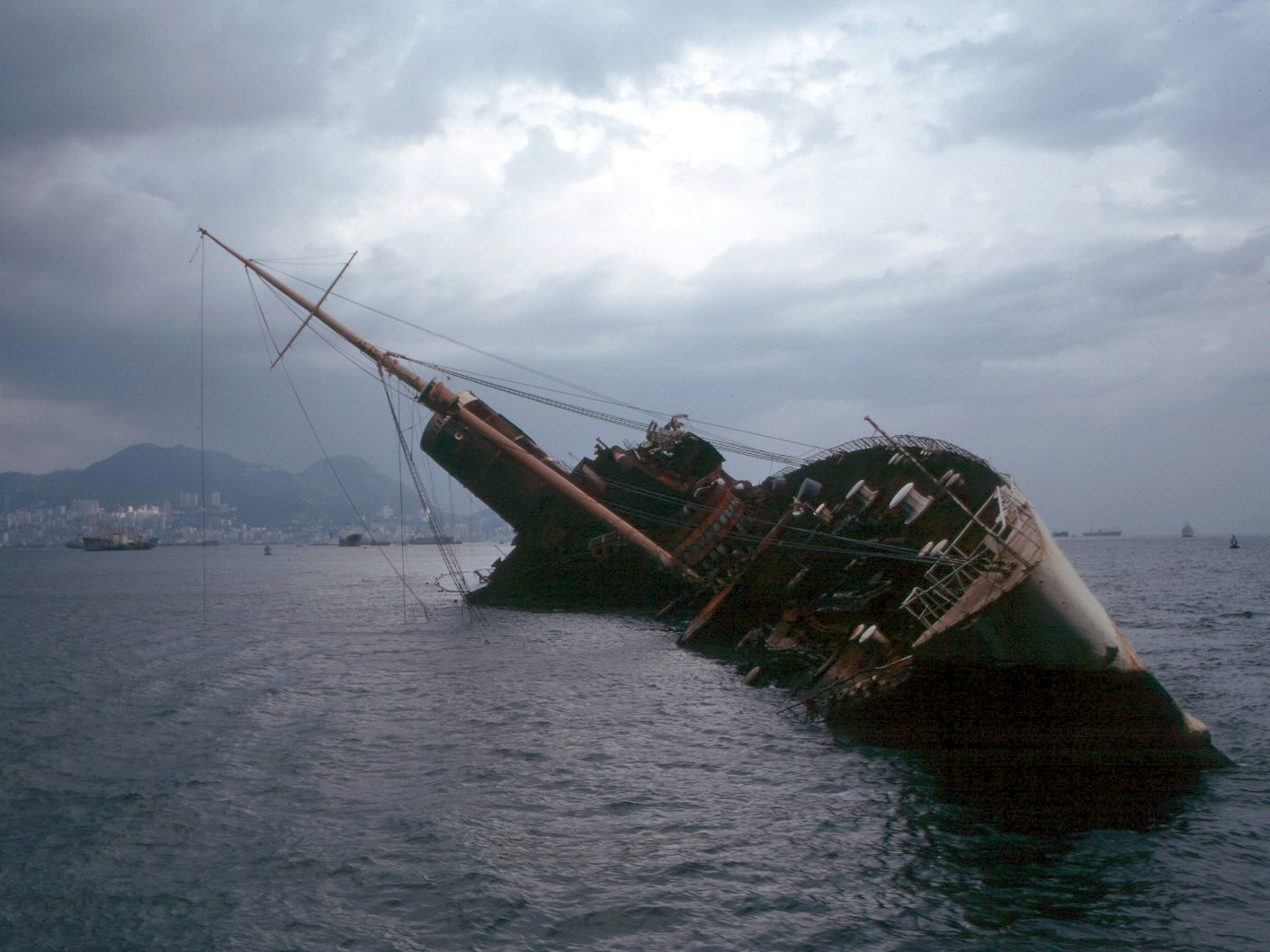
De Seawise University in 1972

RMS Queen Elizabeth is een midden jaren 1930 gebouwd schip  door John Brown & Company in Clydebank, Schotland.
De Queen Elizabeth is het zusterschip van de Queen Mary.
Nadat het voor 5 miljoen pond was omgebouwd tot drijvende universiteit, vloog het schip op 9 januari 1972 in brand. Er bestaat enige verdenking dat er opzettelijk brand was gesticht, aangezien de brand op verschillende plaatsen tegelijk uitbrak. Het feit dat de Chinese scheepsmagnaat C.Y. Tung het schip had verzekerd voor een aanzienlijk hoger bedrag dan het bedrag waarvoor hij het had gekocht, leidde tot de verdenking bij sommigen dat de brand was aangestoken om het verzekeringsgeld te kunnen opstrijken. Anderen meenden dat de brand mogelijk een uitvloeisel was van onenigheid tussen Tung, een Chinees nationalist, en communistische scheepsbouwers.
Het schip was volledig door het vuur verwoest, en het water van de blusboten deed het schip in de haven van Hongkong kapseizen en zinken. Uiteindelijk werd het schip tussen 1974 en 1975 ontmanteld voor de sloop omdat het een gevaar vormde voor de scheepvaart. Delen van de romp die niet geborgen werden, bleven op de bodem van de baai achter. Op zeekaarten werd ervoor gewaarschuwd op die plek niet voor anker te gaan. Naar schatting lag 40 tot 50% van het wrak nog op de bodem. Eind jaren negentig verdwenen de laatste resten van het schip onder de grond als gevolg van landwinning ten behoeve van een containerterminal. De Queen Elizabeth gold lange tijd als het grootste wrak van een passagiersschip, tot het ongeluk met de Costa Concordia in 2012.

## Trivia
- Het verkoolde wrak diende als geheim hoofdkwartier van MI6 in de James Bondfilm The Man with the Golden Gun uit 1974.